# ヒレトガリザメ科
ヒレトガリザメ科 (Hemigaleidae) はメジロザメ目に属するサメの科の一つ。東部大西洋からインド太平洋の大陸側に分布し、100m以浅の沿岸域に生息する。
ほとんどの種は小型で1.4mを超えないが、カマヒレザメは例外的に2.4mに達する。楕円形の眼と小さな噴水孔を持ち、尾柄には凹窩がある。第一背鰭は腹鰭よりかなり前方に位置する。尾鰭下葉は発達し、上葉の縁は波打つ。餌は小魚や無脊椎動物で、ヒレトガリザメ属は頭足類食に特化している。人を襲った例はない。

## 分類
4属8種が属する。カマヒレザメはカマヒレザメ亜科 Hemipristinae に、他の属はヒレトガリザメ亜科 Hemigaleinae に含まれる。

### カマヒレザメ属
現生種はカマヒレザメ Hemipristis elongata (Klunzinger, 1871) (Snaggletooth shark) 1種のみ。丸い吻と非常に長い鰓裂を持つのが特徴。口は長く、中心線上には歯のない領域がある。下顎の歯は非常に長く、鈎状の尖頭を持ち、口を閉じるとはみ出す。鰭は強い鎌型である。属のジュニアシノニムとしてDirrhizodon Kunzinger, 1871 ・ Heterogaleus Gohar & Mazhar, 1964 がある。Hemipristis curvatus ・Hemipristis serra など数種の化石種が知られ、第三紀には広い分布域を持っていた。

### カギハトガリザメ属
現生種はカギハトガリザメ Chaenogaleus macrostoma (Bleeker, 1852) (Hooktooth shark)1種のみ。下顎に長い鈎状の歯を持つのが特徴で、中心線上には歯のない領域はない。鰓裂は非常に長く、吻は楔型。鰭は鎌型ではない。化石種に Chaenogaleus affinis がある。

### ヒレトガリザメ属
吻は丸く、鰓裂は短い。口は短く、幅広い弧を描く。歯の尖頭は非常に短く、中心線上には歯のない領域はない。背鰭・腹鰭・尾鰭下葉は強い鎌型である。一時期は9種が含まれていたが、他属に分割された。属のジュニアシノニムとして Neogaleus Whitley, 1931 がある。
- オーストラリアヒレトガリザメ Hemigaleus australiensis W. T. White, Last & Compagno, 2005 (Australian weasel shark)
- ヒレトガリザメ Hemigaleus microstoma Bleeker, 1852 (Sicklefin weasel shark)

### テンイバラザメ属
吻は丸く、先端は少し尖る。鰓裂は短く、口は大きく弧を描く。上顎歯の尖頭は長く、中心線上には歯のない領域はない。背鰭・腹鰭・尾鰭下葉は鎌型でない。化石種は Paragaleus pulchellus ・Paragaleus antunesi など。
- Paragaleus leucolomatus Compagno & Smale, 1985 (Whitetip weasel shark)
- Paragaleus pectoralis (Garman, 1906) (Atlantic weasel shark)
- Paragaleus randalli Compagno, Krupp & K. E. Carpenter, 1996 (Slender weasel shark)
- テンイバラザメ Paragaleus tengi (J. S. T. F. Chen, 1963) (Straight-tooth weasel shark)